# Торопкасы
Торопкасы́ (чув. Торӑпкасси) — деревня в Аликовском муниципальном округе Чувашской Республики. Входила в состав Таутовского сельского поселения до его упразднения в 2022 году.

## Общие сведения о селе
Одна улица: Урицкого. В настоящее время деревня в основном газифицирована. Рядом с деревней берёт начало речка Хирлеп.

### География
Торопкасы расположена юго-западнее административного центра Аликовского района на 5 км.
Деревня расположена на самом высоком месте (204 м выше от уровня моря) в Аликовском районе.

### Климат
Климат умеренно континентальный с продолжительной холодной зимой и тёплым летом. Средняя температура января −12,9 °C, июля 18,3 °C, абсолютный минимум достигал −44 °C, абсолютный максимум 37 °C. За год в среднем выпадает до 552 мм осадков.

### Происхождение названия
По народным преданиям, ранее была одно селение Мелеш (от имени некрещенного чуваша), затем от него родились 5 деревень: Хоравары, Ходяково, Хирлеппоси, Новое селение, Павлушкино. И потому иной раз произносят Торопкасси Мелеш.

### Демография
Население — 108 человек (2006), из них большинство женщины.
В 1897 году в селении проживали 214 душ: 105 мужеского пола, 108 — женского. К 1907 году — 249 человек, 1926 — в 52 дворах насчитывалось 265 человек.
Захаров Иван Юрьевич - глава деревни.

## История
До 1927 года деревня входила в Аликовскую волость Ядринского уезда. 1 ноября 1927 года — в составе Аликовского района, после 20 декабря 1962 года — в Вурнарском районе. С 14 марта 1965 года снова в Аликовском районе.

## Связь и средства массовой информации
- Связь: ОАО «Волгателеком», Би Лайн, МТС, Мегафон. Развит интернет ADSL технологии.
- Газеты и журналы: Аликовская районная газета «Пурнăç çулĕпе»-«По жизненному пути» Языки публикаций: Чувашский, Русский.

- Телевидение:Население использует эфирное и спутниковое телевидение. Эфирное телевидение позволяет принимать национальный канал на чувашском и русском языках.